# River Road
River Road es un lugar designado por el censo ubicado en el condado de Beaufort en el estado estadounidense de Carolina del Norte. La localidad en el año 2000, tenía una población de 4.094 habitantes en una superficie de 24.7 km², con una densidad poblacional de 223.4 personas por km².

## Geografía
River Road se encuentra ubicado en las coordenadas 35°30′43″N 76°59′57″O / 35.51194, -76.99917. Según la Oficina del Censo, la localidad tiene un área total de 24,7 km² (9,5 mi²), de la cual 18,3 km² (7,1 mi²) es tierra y 6,4 km² (2,5 mi²) (25.81%) es agua.

### Localidades adyacentes
El siguiente diagrama muestra a las localidades en un radio de 20 kilómetros (12,4 mi) de River Road.

## Demografía
En el 2000 la renta per cápita promedia del hogar era de $39.178, y el ingreso promedio para una familia era de $50,385. El ingreso per cápita para la localidad era de $19.316. En 2000 los hombres tenían un ingreso per cápita de $32.364 contra $26.316 para las mujeres. Alrededor del 22.30% de la población estaba bajo el umbral de pobreza nacional.